# Samantha George
Samantha George, född 7 augusti 1976, är en friidrottare från Kanada. Hon deltog vid olympiska sommarspelen 2000.